# ABCA13
ABCA13 (англ. ATP-binding cassette sub-family A member 13) — белок человека, кодируемый геном ABCA13 на 7-й хромосоме. Белок принадлежит к семейству АТФ-связывающих кассетных белков (ABC-белков). Впервые описан в 2002 году. Содержит 5058 аминокислот и в настоящий момент является самым крупным из известных белков семейства. Результаты одного исследования позволяют предполагать связь вариаций и мутаций гена с такими психическими расстройствами, как шизофрения, биполярное расстройство и депрессия.